# Estanislao Arroyabe
 Estanislao Fernández de Arroyabe (* 3. August 1941 in Zumaia; † Januar 2010 in Innsbruck) war ein spanischer Philosoph.

## Leben
Er studierte Betriebswirtschaft, Romanistik, Theologie und Philosophie. Nach den Promotionen 1975 und 1979 bei Gerhard Frey und Wolfgang Röd an der Universität Innsbruck und der Habilitation 1988 ebenda, war er dort von 1997 bis 2006 außerordentlicher Universitätsprofessor.
Seine Schwerpunkte waren amerikanischer Pragmatismus, Grenzproblematik Literatur–Philosophie, Aristoteles und Thomas von Aquin.

## Schriften (Auswahl)
- Peirce. Eine Einführung in sein Denken. Königstein im Taunus 1982, ISBN 3-445-02249-6.
- Semiotik und Literatur. Philosophische Probleme der Literatur. Bonn 1984, ISBN 3-416-01804-4.
- Das reflektierende Subjekt. Zur Erkenntnistheorie des Thomas von Aquin. Frankfurt am Main 1988, ISBN 3-610-09233-5.
- Seneca, Camus and The Book of Job: Strategies against Suffering, in: Suffering in literature – Leiden in der Literatur Memorial Volume Gedenkband für Sepp L. Tiefenthaler hrsgg. von Gudrun M. Grabher, Brigitte Scheer-Schazler, Sonja Bahn-Coblans, Susanne Moser, Arno Heller, Innsbruck 1994.
- Europe as a mosaic of Identities: some reflections, in: David Turton/Julia González (Ed.), Cultural identities and ethnic minorities in Europe, Bilbao 1999, ISBN 84-7485-630-2.
- Subjekt und Subjekte. Überlegungen zur Erkenntnis- und Kommunikationstheorie. Innsbruck 2000, ISBN 3-7022-2254-5.
- Autenticidad: reflexiones para una etica, Bilbao 2003, ISBN 84-7485-844-5.

## Belege
1. ↑  Arroyabe, Estanislao. In: Kürschners Deutscher Gelehrten-Kalender Online. degruyter.com, abgerufen am 22. September 2020 (Begründet von Joseph Kürschner, ständig aktualisierte zugangsbeschränkte Onlineausgabe).

| Personendaten    | Personendaten                     |
| ---------------- | --------------------------------- |
| NAME             | Arroyabe, Estanislao              |
| ALTERNATIVNAMEN  | Fernández de Arroyabe, Estanislao |
| KURZBESCHREIBUNG | spanischer Philosoph              |
| GEBURTSDATUM     | 3. August 1941                    |
| GEBURTSORT       | Zumaia                            |
| STERBEDATUM      | Januar 2010                       |
| STERBEORT        | Innsbruck                         |